# 4247 Grahamsmith
4247 Grahamsmith este un asteroid din centura principală, descoperit pe 28 noiembrie 1983 de Edward Bowell.